# Komisja Ustawodawstwa i Praworządności
Komisja Ustawodawstwa i Praworządności wchodziła w skład stałych komisji senackich w czasie V kadencji. Po wyborach parlamentarnych w 2005 roku została rozdzielona pomiędzy: Komisję Ustawodawczą oraz Komisję Praw Człowieka i Praworządności. Przedmioty działania komisji były: 
- rozpatrywanie inicjatyw ustawodawczych Senatu,
- działalność i funkcjonowanie służby publiczne|służb publicznych związanych z wymiarem sprawiedliwości,
- prawa i wolności obywatelskie i ich instytucjonalne gwarancje,
- przestrzeganie prawa,
- przestrzeganie praw człowieka,
- inne sprawy związane z wymiarem sprawiedliwości.